# Ярмина
Ярмина (хорв. Jarmina) — населений пункт та община у  Вуковарсько-Сремській жупанії Хорватії.

## Населення
Населення общини за даними перепису 2011 року становило 2 458 осіб. 
Динаміка чисельності населення громади:

## Клімат
Середня річна температура становить 11,08°C, середня максимальна – 25,46°C, а середня мінімальна – -6,04°C. Середня річна кількість опадів – 682 мм.
| Клімат поселення                              | Клімат поселення | Клімат поселення | Клімат поселення | Клімат поселення | Клімат поселення | Клімат поселення | Клімат поселення | Клімат поселення | Клімат поселення | Клімат поселення | Клімат поселення | Клімат поселення | Клімат поселення |
| Показник                                      | Січ.             | Лют.             | Бер.             | Квіт.            | Трав.            | Черв.            | Лип.             | Серп.            | Вер.             | Жовт.            | Лист.            | Груд.            |                  |
| Середній максимум, °C                         | 5,80             | 7,92             | 12,55            | 17,17            | 22,45            | 25,46            | 25,25            | 24,90            | 20,91            | 15,42            | 9,47             | 5,50             |                  |
| Середня температура, °C                       | −0,12            | 2,00             | 6,62             | 11,26            | 16,52            | 19,52            | 21,20            | 20,83            | 16,85            | 11,34            | 5,41             | 1,42             |                  |
| Середній мінімум, °C                          | −6,04            | −3,9             | 0,71             | 5,33             | 10,61            | 13,60            | 17,16            | 16,81            | 12,82            | 7,31             | 1,38             | −2,62            |                  |
| Норма опадів, мм                              | 44               | 40               | 42               | 53               | 62               | 86               | 67               | 63               | 52               | 57               | 63               | 53               |                  |
| Середньомісячна швидкість вітру, м/с          | 2.20             | 2.40             | 2.78             | 2.60             | 2.38             | 2.18             | 2.10             | 1.98             | 1.90             | 2.08             | 2.18             | 2.20             |                  |
| Середньомісячна сонячна радіація, кДж/м²·день | 4333             | 7005             | 11019            | 15545            | 19371            | 21573            | 22348            | 20363            | 15025            | 9484             | 4892             | 3609             |                  |
| --------------------------------------------- | ---------------- | ---------------- | ---------------- | ---------------- | ---------------- | ---------------- | ---------------- | ---------------- | ---------------- | ---------------- | ---------------- | ---------------- | ---------------- |
| Джерело:                                      |                  |                  |                  |                  |                  |                  |                  |                  |                  |                  |                  |                  |                  |